# Dolecta invenusta
Dolecta invenusta är en fjärilsart som beskrevs av William Schaus 1892. Dolecta invenusta ingår i släktet Dolecta och familjen träfjärilar. Inga underarter finns listade i Catalogue of Life.